# Where I've Been, Isn't Where I'm Going
Where I've Been, Isn't Where I'm Going (em português: Onde Eu Estive Não É Para Onde Vou) é o terceiro álbum de estúdio do cantor norte-americano Shaboozey, lançado em 31 de maio de 2024 pelas gravadoras American Dogwood e Empire Distribution. O trabalho foi precedido pelo single de sucesso "A Bar Song (Tipsy)", que alcançou o primeiro lugar nas paradas dos Estados Unidos, e inclui colaborações com Paul Cauthen, Noah Cyrus e BigXthaPlug. O álbum estreou em quinto lugar na Billboard 200, principal ranking musical dos EUA.

## Recepção
Grayson Haver Currin, da Pitchfork, escreveu que o álbum "não parece um mero recipiente para um dos sucessos mais improváveis do ano", descrevendo-o como "notavelmente seguro" e "uma jornada de autoconhecimento sofisticada que ocasionalmente se disfarça de diversão". Ele acrescentou: "Shaboozey passou muito tempo tentando encontrar um espaço onde o hip hop e o country pudessem se sobrepor, onde a arrogância desafiadora, a reflexão nostálgica e o desgosto emocional de ambos os gêneros pudessem se fundir".
David Browne, da Rolling Stone, afirmou que Shaboozey "soa como alguém criado no country, mas que também valoriza o hip-hop. Ao fazer isso, ele efetivamente mudou o jogo", definindo o trabalho como "uma investida completa de possibilidades pós-gênero".
Kyle Denis, da Billboard, comentou: "Com apenas 12 faixas objetivas, não há enchimento em Where I've Been, Isn't Where I'm Going. Shaboozey reuniu seus melhores refrões e arranjos mais inteligentes para criar um disco que abraça tanto a tradição quanto a modernidade da música country". Uma análise da equipe do Taste of Country destacou que o álbum "aborda temas como desilusão amorosa, depressão e até suicídio. Embora o projeto inclua faixas mais descontraídas, Shaboozey opta por nos levar em uma jornada de autenticidade e humildade".
Já Soda Canter, da Holler (revista especializada), observou que "Shaboozey transborda poder estelar combustível enquanto mistura com maestria influências do hip-hop, country e Americana, aliadas à sua experiência prévia como cineasta", classificando o álbum como "um coquetel criativamente diverso".

## Desempenho nas paradas
Where I've Been, Isn't Where I'm Going estreou em quinto lugar na Billboard 200 e em segundo lugar na parada Top Country Albums dos EUA, referente à semana de 15 de junho de 2024, com 50 mil unidades equivalentes a álbuns registradas.

## Faixas
| Lista de faixas de Where I've Been, Isn't Where I'm Going |                                             |                                                                      |                     |         |  |
| N.º                                                       | Título                                      | Compositor(es)                                                       | Produtor(es)        | Duração |  |
| 1.                                                        | "Horses & Hellcats"                         | Collins Chibueze Dave Cohen Gowa Gibbs Sean Cook Nevin Sastry        | Cohen Sastry Cook   | 2:37    |  |
| 2.                                                        | "A Bar Song (Tipsy)"                        | Chibueze Cook Jerrell Jones Joe Kent Sastry Mark Williams            | Sastry Cook         | 2:51    |  |
| 3.                                                        | "Last of My Kind" (Com Paul Cauthen)        | Chibueze Paul Cauthen Cook McKay Stevens                             | Stevens Sastry Cook | 3:21    |  |
| 4.                                                        | "Anabelle"                                  | Chibueze Cook Mason Sacks Sastry                                     | Sacks Sastry Cook   | 3:06    |  |
| 5.                                                        | "East of the Massanutten"                   | Chibueze Cook John Mark Nelson Sastry Stevens                        | Nelson Stevens Cook | 3:57    |  |
| 6.                                                        | "Highway"                                   | Chibueze Cook Stevens                                                | Stevens Cook        | 2:42    |  |
| 7.                                                        | "Let It Burn"                               | Chibueze Cook Sastry Diederik Van Elsas Parrish Warrington           | Sastry Cook         | 3:26    |  |
| 8.                                                        | "My Fault" (com Noah Cyrus)                 | Chibueze Bailey Bryan Cook Noah Cyrus PJ Harding Sastry Doug Walters | Sastry Cook         | 3:56    |  |
| 9.                                                        | "Vegas"                                     | Chibueze Sastry                                                      | Sastry              | 3:01    |  |
| 10.                                                       | "Drink Don't Need No Mix" (com BigXthaPlug) | Chibueze Cook Xavier Landum Sastry Stevens                           | Stevens Sastry Cook | 2:13    |  |
| 11.                                                       | "Steal Her from Me"                         | Chibueze Ben Burgess Cohen Cook Sastry                               | Cohen Sastry Cook   | 3:33    |  |
| 12.                                                       | "Finally Over"                              | Chibueze Cook Tony Esterly Sastry                                    | Sastry Cook         | 3:09    |  |
| Duração total:                                            | Duração total:                              | Duração total:                                                       | Duração total:      | 37:52   |  |

## Créditos
- Shaboozey – Vocais
- Colin Leonard – Masterização (faixas 1 a 3, 5, 6, 8 a 12)
- Dave Huffman – Masterização (faixa 4)
- Chris Athen – Masterização (faixa 7)
- Raul Lopez – Mixagem (faixas 1 a 8, 10 a 12)
- Ryan Dulude – Mixagem (faixa 9)
- Skyler Gibbons – Engenheiro de áudio
- Stef Moro – Engenheiro de áudio (faixa 4)
- Sean Cook – Gravação (faixas 1 a 3, 5 a 8, 10 a 12); violão e guitarra
- Nevin Sastry – Gravação (faixas 4 e 9)
- Trey Pearce – Gravação (faixa 8)
- Lily Honigberg – Violino (faixas 2 e 12)

## Certificações
| País                  | Certificado |
| --------------------- | ----------- |
| Estados Unidos (RIAA) | Ouro        |